# Tadeusz Hennel
Tadeusz Cyprian Hennel (ur. 17 grudnia 1888 w Warszawie, zm. 25 marca 1962 tamże) – inżynier, jeden z twórców Fabryki Samochodów Ursus S.A. w Czechowicach w 1924.

## Życiorys
Był synem Jana Teofila Hennela i Pauliny z domu Golanowskiej. W 1910 ukończył Szkołę Inżynierską w Mittweidzie w królestwie Saksonii. Od młodych lat brał udział w ruchu niepodległościowym w Królestwie Polskim, wziął udział w Rewolucji 1905 roku, za co był aresztowany i przetrzymywany w więzieniach dla przestępców politycznych. Brał również udział w wojnie polsko-bolszewickiej.
Początkowo był jednym z projektantów, budowniczym fabryki, później kierownikiem wydziału mechanicznego fabryki samochodów w Państwowych Zakładach Inżynierii w Czechowicach, a następnie mianowany został zastępcą dyrektora ds. technicznych Zakładów Mechanicznych „Ursus”. Na tym stanowisku pracował do 1939 r. Po zakończeniu II wojny światowej był jednym z pierwszych pracowników, którzy podjęli się trudu odgruzowania i odbudowy fabryki.
Mąż Władysławy z Ładów (1894–1947). Ojciec Jana Hennela (1922–2014) i stryj Jacka Hennela.

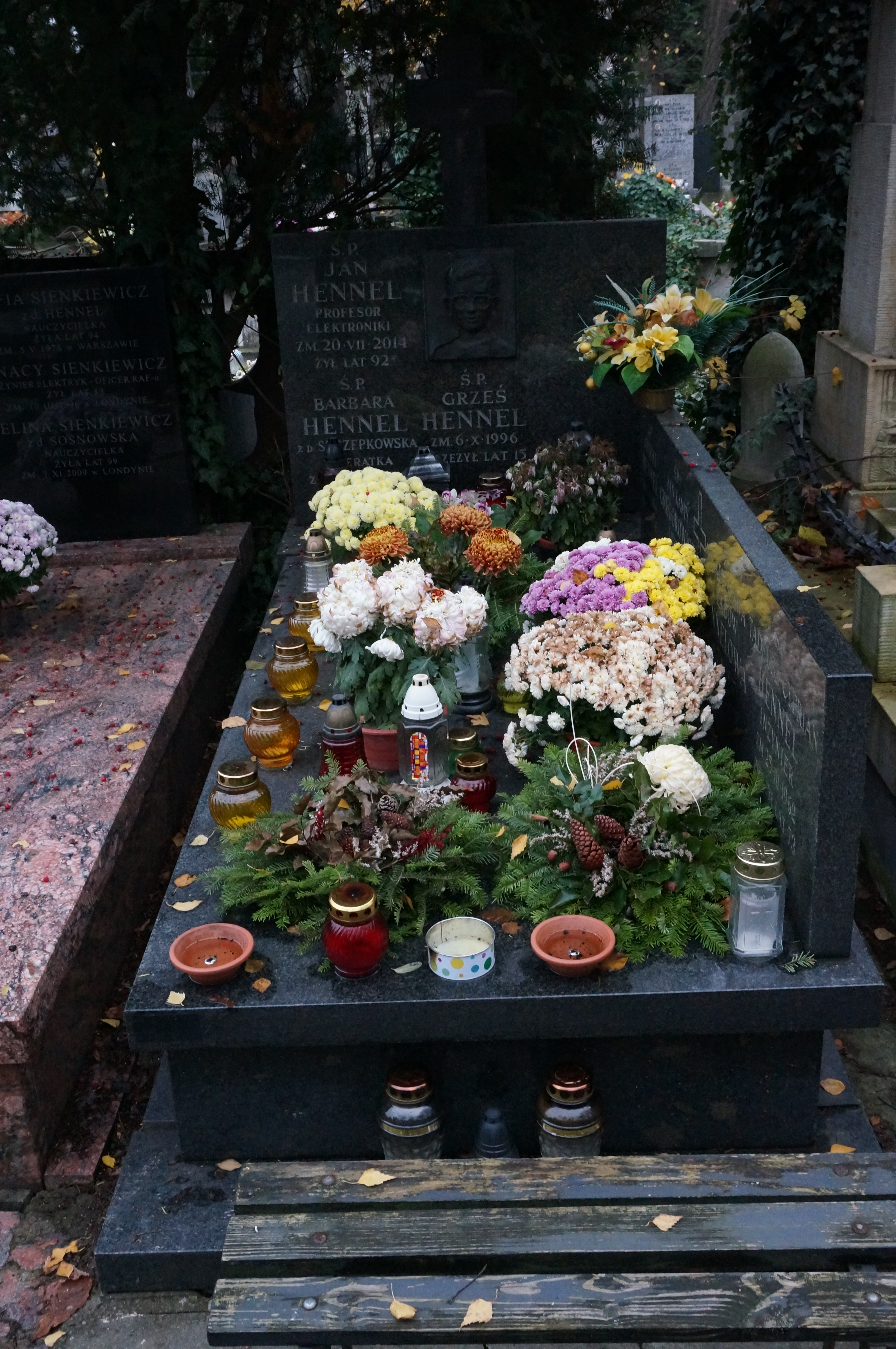
Grób Hennelów na Cmentarzu Powązkowskim

Pochowany na cmentarzu Powązkowskim w Warszawie (kwatera R-2-26).

## Ordery i odznaczenia
- Złoty Krzyż Zasługi (19 lipca 1946)[3]
- Srebrny Krzyż Zasługi (10 listopada 1933)[1]

## Upamiętnienie
W 40 lat po śmierci Tadeusza Hennela mieszkańcy Ursusa wystąpili z wnioskiem o nadanie jednej z nowych ulic w gminie Warszawa-Ursus jego imienia. Rada miasta stołecznego Warszawy podjęła uchwałę w tej sprawie na posiedzeniu w dniu 13 maja 2004. Ulica Tadeusza Hennela znajduje się na terenie niegdyś zajmowanym przez ZM Ursus.